# Linia kolejowa Ostrov nad Ohří – Jáchymov
Linia kolejowa Ostrov nad Ohří – Jáchymov – jednotorowa, regionalna i niezelektryfikowana linia kolejowa w Czechach. Łączy stację Ostrov nad Ohří i Jáchymov. Przebiega w całości przez terytorium kraju karlowarskiego. Linia została wyłączona z eksploatacji.